# Gröditz
Gröditz è una città di 6 877 abitanti della Sassonia, in Germania.
Appartiene al circondario (Landkreis) di Meißen (targa MEI) ed è parte della comunità amministrativa (Verwaltungsgemeinschaft) di Gröditz.